# Élections législatives péruviennes de 2020
Les élections législatives péruviennes de 2020 ont lieu de manière anticipée le 26 janvier 2020 afin d'élire les 130 députés du Congrès de la République du Pérou pour la période 2020-2021.
Le scrutin intervient dans le contexte d'un conflit très marqué entre le Parlement sortant, dominé par le parti fujimoriste Force populaire et le président Martín Vizcarra, qui, arrivé au pouvoir à la suite de la démission de Pedro Pablo Kuczynski, s'est lancé dans un vaste programme de réforme des institutions et de lutte contre la corruption. Les élections mènent à une forte fragmentation politique et voient la défaite de Force populaire, qui perd sa majorité absolue au Congrès au profit de plusieurs partis centristes, avec lesquels Martín Vizcarra est jugé plus à même de composer pour poursuivre ses réformes. Le duel se poursuit cependant avec le nouveau Congrès, qui finit par destituer Vizcarra en novembre 2020.

## Contexte
Ces élections visent à élire de nouveaux députés devant mener à son terme la législature de cinq ans élue en 2016, du fait d'une importante crise politique ayant mené à la dissolution anticipée du Congrès sortant.

### Élection et chute de Kuczynski

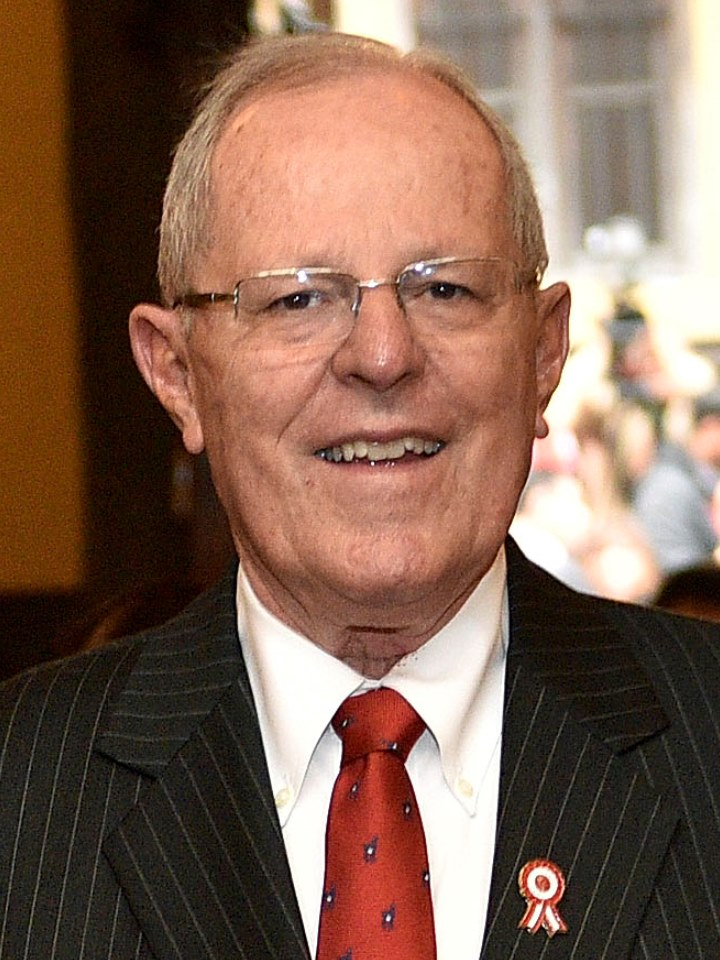
Pedro Pablo Kuczynski en 2016

Lors des élections présidentielle et législatives de 2016, Pedro Pablo Kuczynski l'emporte de justesse au second tour avec 50,12 % des voix, tandis que le parti Force populaire de son opposante Keiko Fujimori obtient la majorité absolue au parlement. En tant que colistier de Kuczynski, Martín Vizcarra est élu premier vice-président.
Dès le début de son mandat, le président Kuczynski est confronté à des affaires de corruption qui provoquent la démission de plusieurs de ses conseillers. Il est lui-même mis en cause, de même que Keiko Fujimori, dans l'affaire dite Odebrecht du nom de l'entreprise brésilienne de BTP, pétrochimie et armement accusée de corruption dans plusieurs pays du continent sud-américain. S'il nie dans un premier temps toute connexion avec Odebrecht, Kuczynski est mis à mal par l'aveu de la part de l'ex président de celle-ci de versements de près de 5 millions de dollars à des sociétés de conseil qui lui sont liées entre 2004 et 2013, à une époque où il était ministre. Alors que sa popularité tombe sous les 20 % d'opinions favorables, le congrès décide de mettre en œuvre une procédure de destitution à son encontre. La réussite de la procédure est alors considérée comme assurée, d'autant que les sondages d'opinion révèlent une majorité de Péruviens en faveur de celle-ci. Le 21 décembre 2017, contre toute attente, l'opposition échoue cependant à réunir la majorité des deux tiers nécessaire, 79 parlementaires ayant voté pour, 19 contre et 21 s'étant abstenus.
Trois jours plus tard, le président Kuczynski gracie l'ancien président Alberto Fujimori, ce qu'il s'était engagé à ne pas faire durant la campagne présidentielle. Président autoritaire de 1990 à 2000 ayant dû fuir le pays, Fujimori était mis en cause par la justice péruvienne dans des tueries perpétrées sous prétexte d'opérations de contre-guérilla. Cette décision provoque de vives critiques, notamment de la part des familles des victimes. Kuczynski est alors soupçonné d'avoir monnayé cette grâce contre un vote contre sa destitution auprès de députés de l'opposition fujimoriste. Si la grâce est finalement cassée par la justice le 3 octobre, la perte de confiance envers le président est sévère. Les ministres de la culture et de la défense démissionnent, tandis que plusieurs députés quittent le parti au pouvoir. Enfin, l'opposition rend publiques des vidéos attestant de l’achat des voix de plusieurs députés lors du vote,.
Une seconde procédure de destitution est entre-temps lancée, pour un vote prévu le 22 mars 2018. Assuré de perdre, Kuczynski démissionne la veille.

### Présidence de Vizcarra

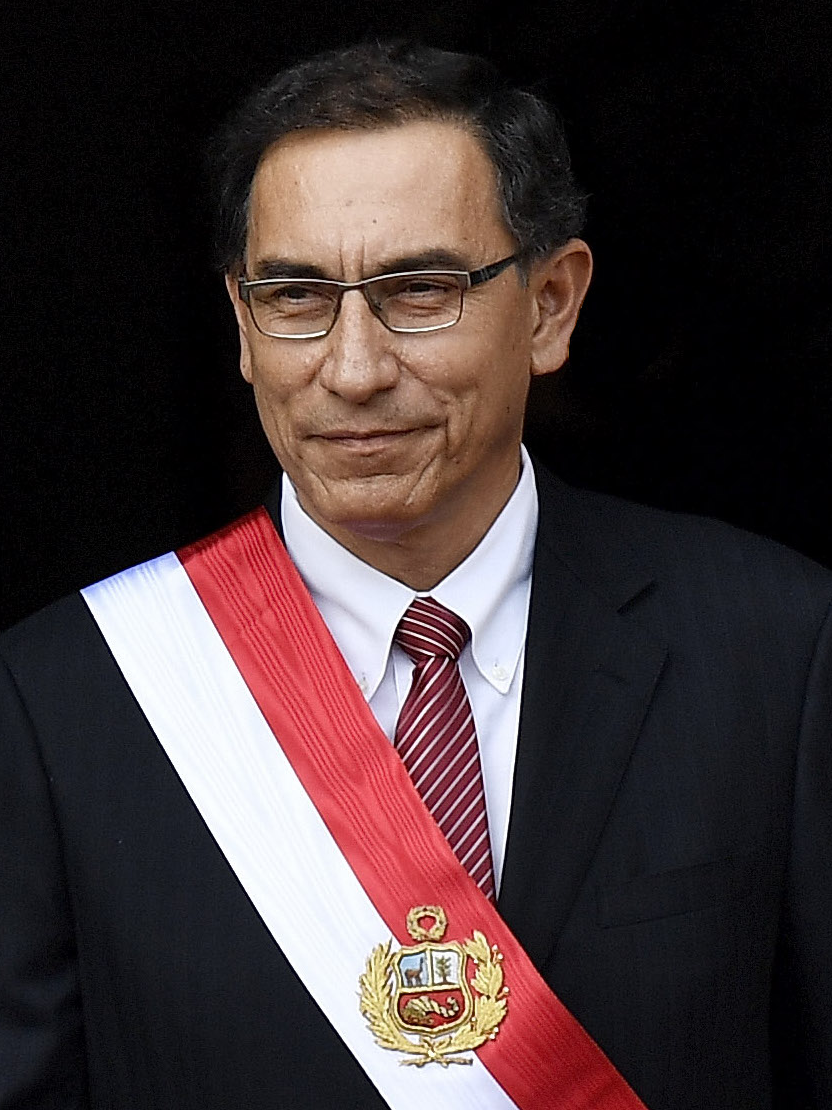
Martín Vizcarra en 2018.

En tant que premier vice-président, Martín Vizcarra prête serment et entre en fonction deux jours plus tard, le temps de revenir du Canada où il était ambassadeur.

#### Lutte contre la corruption
Auparavant ministre des Transports et des Communications de 2016 à 2017, Vizcarra avait notamment hérité de la gestion du projet de construction de l'aéroport international de Chinchero, concerné par d'importantes accusations de pots-de-vin. Il met fin à plusieurs contrats et lance une enquête par l'office des contrôles, gelant l'avancée du projet dans l'intermède. Ces actions lui valent une vive opposition des forces fujimoristes, et le parlement le fait longuement comparaître. Vizcarra finit par démissionner à la mi-2017 et prend le poste d'ambassadeur au Canada, s'éloignant de la vie politique péruvienne. Le contrôleur général met peu après en accusation dix élus mêlés à la construction de l'aéroport.
Rapidement, Vizcarra fait de la lutte contre la corruption son cheval de bataille, déclarant lors de sa prise de serment qu'« il y en a assez » de la corruption dans le pays.

#### Scandale et effondrement de l'appareil judiciaire
Au Pérou, le conseil national de la magistrature (CNM) est chargé de nominer, approuver et démettre les juges et procureurs péruviens.
Au cours de l'année 2018, le pouvoir judiciaire est cependant entaché de scandales de corruption qui le discréditent auprès de la population. Des écoutes téléphoniques de plusieurs juges très haut placés permettent en effet de mettre au jour leur implication dans plusieurs trafics de drogues, la réception de pots-de-vin, ainsi que du trafic d'influence.
Parties d'une enquête sur le transit d'importantes quantités de drogue vers l’extérieur du pays via le port de la ville de Callao, les écoutes de lignes téléphoniques liées aux personnes impliquées sont mises en place sans que les autorités connaissent alors l'identité de tous leurs propriétaires, qui se révèlent pour certains être des magistrats situés au plus haut niveau de la hiérarchie judiciaire péruvienne. Sont notamment arrêtés le président de la cour supérieure de justice de la ville, Walter Ríos, ainsi que l'un des membres de la Cour suprême nationale, César José Hinostroza.
L'un des enregistrements en particulier voit ce dernier proposer en échange d'argent de réduire la sentence ou voire de déclarer innocent l'auteur d'un viol contre une enfant de onze ans,
Au fur et à mesure que l’enquête s'étend, impliquant des membres du congrès et d'importants hommes d'affaires, celle-ci finit par atteindre des membres du conseil national de la magistrature, jetant le doute sur la crédibilité de ses nominations et menant à l'arrêt de ses activités. La situation jette alors « le chaos dans l'appareil judiciaire tout entier ». Plusieurs juges présentent leurs démissions tandis que d'autres sont suspendus ou inculpés. Le président du CNM démissionne, suivi de son remplaçant trois jours seulement après sa prise de fonction, tandis que le ministre de la justice Salvador Heresi lui-même est démis de ses fonctions par le président Vizcarra. Le 19 juillet, le pouvoir judiciaire péruvien se déclare en état d'urgence pour 90 jours, et Vizcarra convoque le Congrès pour suspendre tous les membres du Conseil national de la magistrature, constatant que « Le système judiciaire s'est effondré et (...) ce problème ne date pas d'aujourd'hui, il est structurel ». Ses chances d'obtenir le vote au congrès d'une réforme par référendum sont à l'époque jugées minces.

#### Projet de référendum
Le 28 juillet, il appelle à un référendum national pour déraciner la corruption dans le pays, proposant d'interdire le financement privé des campagnes électorales et la possibilité pour les députés de se représenter à un deuxième mandat, de réformer le Conseil national de la magistrature ainsi que de créer une seconde chambre appelée Sénat afin de rendre le parlement bicaméral. Lors du discours pour la fête de l'indépendance, le premier depuis son investiture quatre mois plus tôt, il déclare « Mon gouvernement fait le pari résolu de renforcer l'ensemble de l'État afin de vaincre les mafias criminelles et corrompues qui se nourrissent de notre pays »[...]« Nous avons besoin de l'avis de tous les citoyens. C'est pourquoi nous sommes convaincus qu'un référendum est une bonne chose pour la santé de notre démocratie ».
Vizcarra obtient le soutien de plusieurs associations. Transparency International se réjouit notamment de la proposition, déclarant qu« il s'agit d'une très importante opportunité, qui se détache des autres entre autres parce que le président semble sincèrement impliqué ». Le journal The Economist titre quant à lui « L'homme providentiel »

#### Duel avec le congrès
L'opposition fujimoriste se montre rapidement frileuse, Keiko Fujimori appelant à la réflexion pour des changements de cette nature, et la proposition reste lettre morte près d'une quarantaine de jours. Vizcarra a alors recourt début septembre à la convocation d'une session extraordinaire du parlement, sa proposition et son gouvernement devant faire l'objet d'un vote de confiance. Dans le cas d'un vote négatif, un précédent gouvernement ayant déjà été censuré sous Kuczynski, le président serait alors en droit de convoquer des élections anticipées, ce qu'il menace publiquement de mettre en œuvre,. Des manifestations ont lieu dans la capitale Lima, appelant à la démission du procureur général, à la dissolution du parlement, et à la mise en place d'une assemblée constituante.
Face à ces menaces, le congrès s'incline finalement, et approuve le projet. Dans les semaines qui suivent, une commission parlementaire vote une par une la mise à référendum des propositions. La réforme du Conseil national de la magistrature est approuvée à l'unanimité le 18 septembre, suivie le 26 septembre de celle du financement des campagnes électorales, puis le 29 septembre par 14 voix pour, 6 contre et 2 abstentions du retour à un système bicaméral. La non-réélection des parlementaires est votée en dernier. Le parlement parvient cependant à amender plusieurs dispositions, notamment concernant le passage au bicaméralisme, Le 4 octobre, le congrès vote par 105 voix sur 130 la tenue du référendum sur ces quatre questions le 9 décembre 2018. Selon les sondages, plus de 70 % des Péruviens approuveraient les amendements.

#### Adoption du référendum
Le 9 décembre 2018, un référendum, symboliquement organisé lors de la Journée internationale contre la corruption, voit la victoire des projets portés par le président Vizcarra et le rejet de celui dont la modification par le congrès avait entraîné le retrait de son soutien. L'ampleur des écarts des voix est largement perçu comme une victoire pour le président, le congrès ayant pour sa part été « sévèrement puni » par les Péruviens. N'étant pas arrivé au pouvoir par les urnes, Martín Vizcarra obtient surtout du scrutin une réelle légitimité populaire, au-delà des seules enquêtes d'opinion. Selon ces dernières, 76 % des Péruviens approuvent alors son action à la présidence. Sont ainsi adoptés la limitation du nombre de mandats (un pour les parlementaires et le président et les vice-présidents), de même que les réformes de la justice et du financement des partis.
Fort de ce soutien, il juge le référendum comme n'étant que la première étape dans la lutte contre la corruption qu'il compte continuer à mener,. Le 22 décembre, il crée une Haute commission pour la réforme politique composée d'académiciens et chargée de présenter sous deux mois des propositions de réforme du système politique, jugé comme « l'étape suivante » après la réforme du système judiciaire.

#### Poursuite des tensions et dissolution du Parlement
Le 28 juillet 2019, il propose d'avancer les élections générales à mars 2020 en échange d'une réforme constitutionnelle.
Le 30 septembre 2019, Vizcarra annonce la dissolution du Congrès et la tenue d'élections législatives anticipées pour le 26 janvier 2020, faute d'être parvenu à un accord avec l'opposition sur le mode de désignation des juges au Tribunal constitutionnel ; en réaction, le Congrès vote sa suspension pour un an et désigne la vice-présidente Mercedes Aráoz pour assurer l'intérim. Cependant, les chefs de la police et de l'armée, de même que les gouverneurs et l'association des maires, maintiennent leur allégeance à Vizcarra, qui a aussi limogé le président du Conseil des ministres et est soutenu par des milliers de manifestants. Le syndicat des entrepreneurs accuse quant à lui le président de « violation de la Constitution ». Le lendemain, Mercedes Aráoz démissionne de ses fonctions de vice-présidente.
Le 5 octobre, Vizcarra annonce que la crise politique a été « surmontée ». Cependant, le 11 octobre, le président de la députation permanente, Pedro Olaechea, dépose un recours devant le Tribunal constitutionnel pour contester la dissolution du Congrès. Le recours est rejeté le 15 janvier 2020.

## Système électoral

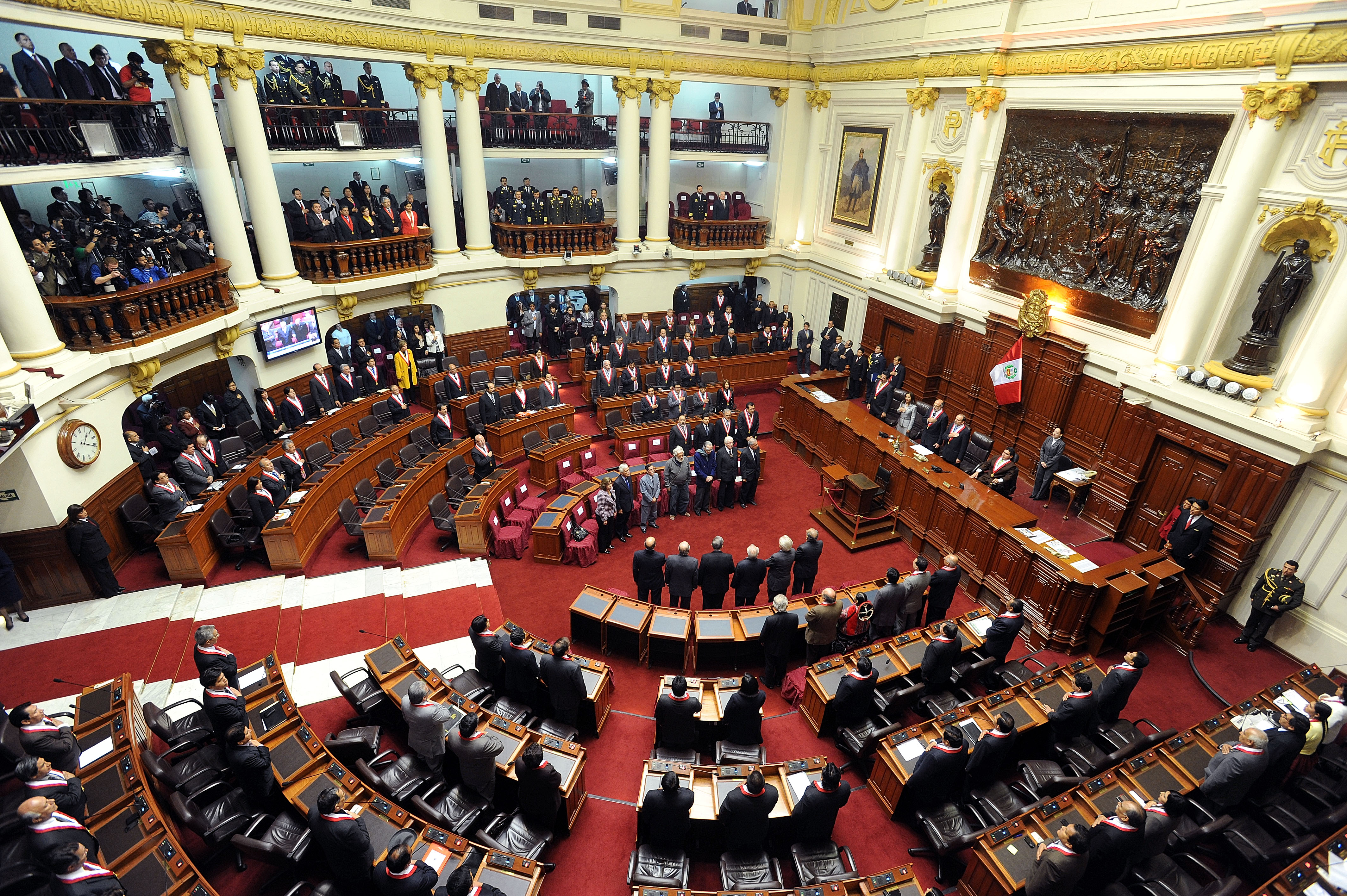
Salle du Congrès.

Le Congrès de la République est un parlement unicaméral doté de 130 sièges pourvus pour cinq ans au scrutin proportionnel plurinominal dans 26 circonscriptions électorales plurinominales correspondant aux 24 départements et 2 provinces du pays. Les sièges sont répartis selon la méthode d'Hondt à tous les partis ayant franchi le seuil électoral de 5 % des suffrages exprimés au niveau national, ou obtenu au moins sept sièges dans une seule circonscription lors de la répartition initiale au quotient simple. Les électeurs ont également la possibilité d'effectuer jusqu'à deux votes préférentiels pour des candidats de la liste choisie afin de faire monter leurs places dans celle-ci,,.
Le congrès élu en 2020 ne l'est cependant que pour un an, les élections ayant été convoquées de manière anticipée. La constitution péruvienne tend en effet vers l'organisation simultanée des élections législatives et présidentielles. De même qu'un président ne pouvant terminer son mandat est remplacé par son vice-président jusqu'au terme de son mandat, un congrès dissout de manière anticipée voit celui suivant assurer la durée restante du mandat de la législature initiale. Des élections générales réunissant présidentielle et législatives sont ainsi organisées comme prévu en 2021, cinq ans après les précédentes.
Le vote est obligatoire de 18 à 70 ans. Hormis les cas d'élections législatives anticipées, les élections ont traditionnellement lieu en avril pour une mise en place de la nouvelle législature en juillet. Depuis le référendum de décembre 2018, les règles sur le financement privé des partis politiques et des campagnes électorales de leurs candidats ont été considérablement durcies, dans le but de lutter contre la corruption des élus. De même, les parlementaires n'ont dorénavant plus le droit d'effectuer un second mandat consécutif, une disposition qui s'appliquait déjà au président de la République. L'une des propositions du référendum prévoyait également le passage à un parlement bicaméral, mais celle-ci a été rejetée par les électeurs. L'enregistrement des listes des partis souhaitant participer au scrutin a lieu du 7 octobre au 6 novembre 2019.

## Forces en présences
| Parti | Parti                                                              | Idéologie | Chef de file          | Résultat en 2016           |
| ----- | ------------------------------------------------------------------ | --- | --------------------- | -------------------------- |
|       | Force populaire Fuerza Popular (FP)                                | Droite à extrême droite National-conservatisme, libéralisme économique, anticommunisme                                       | Keiko Fujimori        | 36,3 % des voix 73 députés |
|       | Front large Frente Amplio (FA)                                     | Gauche Démocratie directe, écosocialisme, anticapitalisme, Bolivarisme, féminisme                                            | Marco Arana Zegarra   | 13,9 % des voix 20 députés |
|       | Alliance pour le progrès Alianza para el Progreso (APP)            | Centre droit à droite Libéralisme économique, conservatisme sociétal, populisme                                              | César Acuña           | 9,2 % des voix 9 députés   |
|       | Action populaire Acción Popular (AP)                               | Centre à centre droit Humanisme, réformisme, nationalisme civique, libéralisme                                               | Javier Alva Orlandini | 7,2 % des voix 5 députés   |
|       | Parti violet Partido Morado (M)                                    | Centre Troisième voie, républicanisme, réformisme                                                                            | Julio Guzmán          | Nouveau                    |
|       | Union pour le Pérou Unión por el Perú (UPP)                        | Extrême gauche à extrême droite Ethnocacérisme, populisme                                                                    | Esther Capuñay        | Absent                     |
|       | Front populaire agricole Frente Popular Agrícola del Perú (Frepap) | Droite chrétienne Fondamentalisme chrétien, catholicisme social, nationalisme, écologisme, agrarisme, conservatisme sociétal | Ezequiel Ataucusi     | Absent                     |
|       | Podemos Perú (PP)                                                  | Droite Libéralisme économique, conservatisme sociétal                                                                        | José Luna             | Nouveau                    |
|       | Nous sommes le Pérou Somos Perú (SP)                               | Centre droit Démocratie chrétienne, conservatisme sociétal                                                                   | Patricia Li Sotelo    | En coalition               |

## Campagne

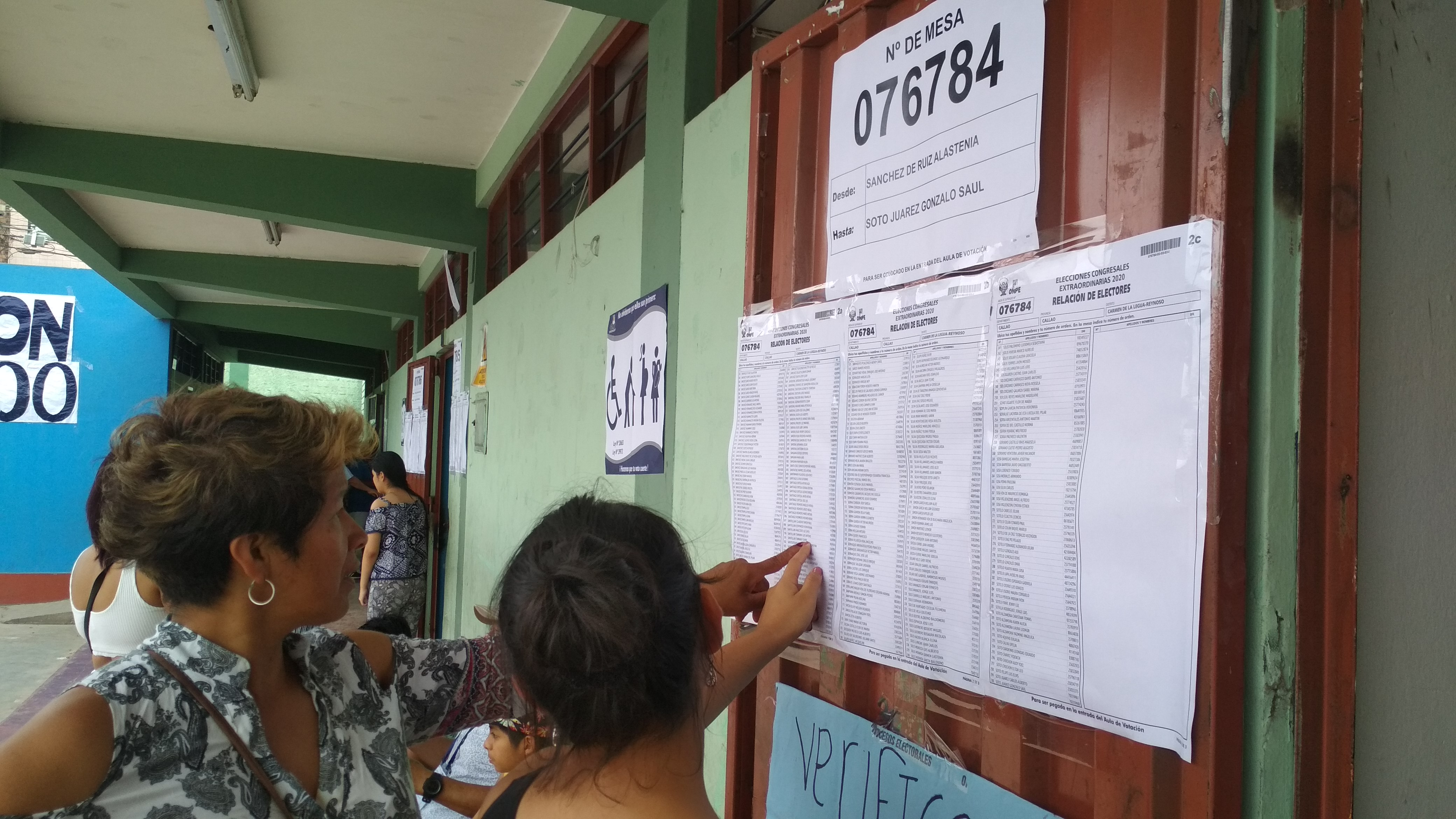
Electeurs consultant les listes électorales en Callao.

La campagne électorale est marquée par de nombreux incidents et irrégularités, venant généralement des milieux fujimoristes.
Au cours d’un débat télévisé, un candidat du parti de droite Solidarité nationale offre un morceau de savon à son adversaire. Le geste est aussitôt dénoncé comme une attaque raciste visant sa couleur de peau, ce qui provoque l'intervention du jury national des élections, demandant aux candidats de proscrire tout acte, parole ou geste offensant.
Des vidéos et articles discriminatoires ou diffamatoires sont massivement relayés sur les réseaux sociaux. Ainsi, Solidarité nationale est contraint de supprimer une vidéo dans laquelle il comparait ses adversaires de gauche avec des groupes terroristes. De nombreuses fausses informations sont également diffusées : opposée à une politique visant à promouvoir l'égalité entre les sexes, une candidate fujimoriste accuse l’école d’enseigner aux petites filles la masturbation comme moyen d’émancipation.
En outre, de faux sondages plaçant les partis de droite en tête des intentions de vote sont diffusés par ces derniers sur les réseaux sociaux afin de créer la perception d'une victoire assurée, les véritables sondages étant interdits au cours de la période de campagne électorale.

## Résultats
|                        |                                               |            |       |       |        |               |  |  |
| Partis                 | Partis                                        | Voix       | %     | +/-   | Sièges | +/-           |  |  |
|                        | Action populaire                              | 1 518 171  | 10,26 | 3,06  | 25     | 20            |  |  |
|                        | Podemos Perú                                  | 1 240 716  | 8,38  | Nv    | 11     | 11            |  |  |
|                        | Front populaire agricole                      | 1 240 084  | 8,38  | Nv    | 15     | 15            |  |  |
|                        | Alliance pour le progrès                      | 1 178 020  | 7,96  | 1,27  | 22     | 13            |  |  |
|                        | Parti violet                                  | 1 095 491  | 7,40  | Nv    | 9      | 9             |  |  |
|                        | Force populaire                               | 1 081 174  | 7,31  | 29,03 | 15     | 58            |  |  |
|                        | Union pour le Pérou                           | 1 001 716  | 6,77  | Nv    | 13     | 13            |  |  |
|                        | Front large                                   | 911 701    | 6,16  | 7,78  | 9      | 11            |  |  |
|                        | Nous sommes le Pérou                          | 895 700    | 6,05  | Nv    | 11     | 11            |  |  |
|                        | Ensemble pour le Pérou                        | 710 462    | 4,80  | Nv    | 0      | en stagnation |  |  |
|                        | Parti populaire chrétien                      | 590 378    | 3,99  | Nv    | 0      | en stagnation |  |  |
|                        | Démocratie directe                            | 543 956    | 3,68  | 0,65  | 0      | en stagnation |  |  |
|                        | Pérou libre                                   | 502 898    | 3,40  | Nv    | 0      | en stagnation |  |  |
|                        | Alliance populaire révolutionnaire américaine | 402 330    | 2,72  | Nv    | 0      | 5             |  |  |
|                        | En avant pays                                 | 373 113    | 2,52  | Nv    | 0      | en stagnation |  |  |
|                        | Pérou patrie sûre                             | 350 121    | 2,37  | Nv    | 0      | en stagnation |  |  |
|                        | Allez Pérou                                   | 311 413    | 2,10  | Nv    | 0      | en stagnation |  |  |
|                        | Renaissance nationale unie                    | 265 564    | 1,79  | Nv    | 0      | en stagnation |  |  |
|                        | Solidarité nationale                          | 221 123    | 1,49  | Nv    | 0      | en stagnation |  |  |
|                        | Nation Pérou                                  | 206 128    | 1,39  | Nv    | 0      | en stagnation |  |  |
|                        | Avec vous                                     | 158 120    | 1,07  | Nv    | 0      | en stagnation |  |  |
|                        |                                               |            |       |       |        |               |  |  |
| Votes valides          | Votes valides                                 | 14 798 379 | 80,56 |       |        |               |  |  |
| Votes blancs           | Votes blancs                                  | 432 071    | 2,35  |       |        |               |  |  |
| Votes nuls             | Votes nuls                                    | 3 138 638  | 17,09 |       |        |               |  |  |
| Total                  | Total                                         | 18 369 088 | 100   | -     | 130    | en stagnation |  |  |
| Abstention             | Abstention                                    | 6 442 999  | 25,93 |       |        |               |  |  |
| Inscrits/participation | Inscrits/participation                        | 24 812 087 | 74,07 |       |        |               |  |  |

## Conséquences

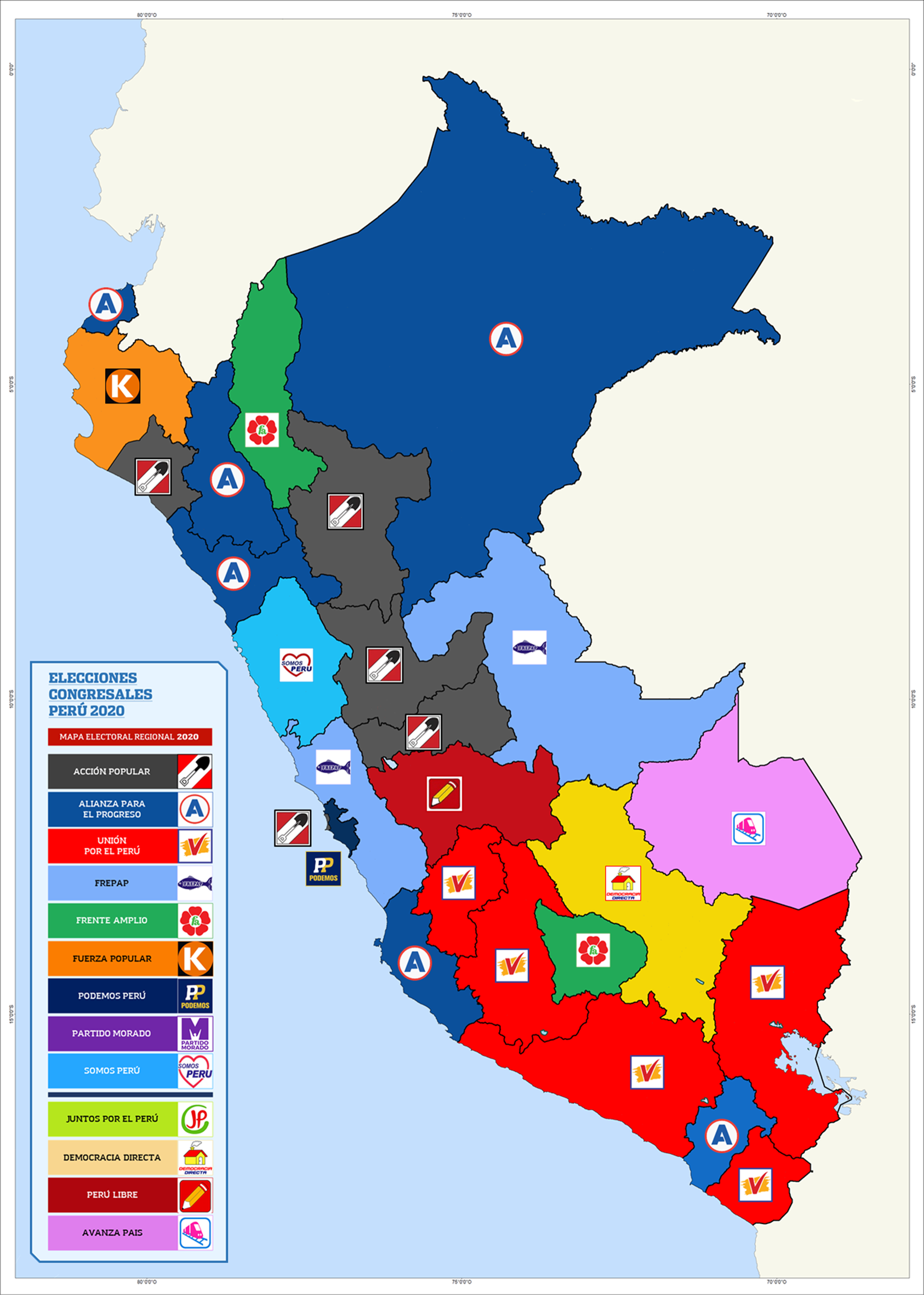
Parti arrivé en tête par départements.

Le scrutin donne lieu à un fort recul des fujimoristes, dont le parti Force populaire perd la majorité absolue, en faveur de plusieurs partis principalement centristes qui composent un parlement sans majorité mais avec lesquels Vizcarra est jugé plus à même de composer pour poursuivre ses réformes,.
Le Congrès nouvellement élu tient en mars 2020 sa première session, au cours de laquelle Manuel Merino de Lama, du parti Action populaire, en est élu président. Il s'entretient peu après avec le président de la république, Martin Vizcarra évoquant avec lui l'agenda des réformes à venir.

## Suites
Le 15 juillet 2020, Pedro Cateriano est nommé président du Conseil des ministres. Le 4 août, son gouvernement n'obtient pas la confiance du Congrès, ce dernier lui reprochant sa mauvaise gestion de la crise sanitaire provoquée par la pandémie de Covid-19. Il est remplacé le 6 août par le général Walter Martos. 
Accusé de manipulation de témoins dans une enquête pour des soupçons de corruption, le nouveau Congrès ouvre une procédure de destitution à l'encontre de Vizcarra le 11 septembre 2020, dans ce qui est perçu comme une lutte de pouvoir. Il échappe à la destitution le 18 septembre, la mention recueillant seulement 32 votes favorables. La justice annonce le 10 octobre l’ouverture d'une enquête pour corruption. Celle-ci ne commencera ses travaux qu'après le départ du pouvoir de Martin Vizcarra, celui-ci étant couvert par l'immunité présidentielle. Une nouvelle procédure est enclenchée en novembre à la suite des témoignages de plusieurs hommes d’affaires, qui ont affirmé devant la justice avoir versé en 2014 des pots-de-vin à Martín Vizcarra, alors gouverneur de la région de Moquegua, en échange de contrats pour des travaux publics. Il est finalement destitué par le parlement le 9 novembre 2020 avec 105 voix pour, 19 contre et 4 abstentions. Cette décision est dénoncée par des manifestants hostiles au Parlement qu'ils accusent de « coup d'État ». Vizcarra était devenu très populaire auprès de la population en tant que héraut de la lutte contre la corruption. La destitution est également mal accueillie par les organisations patronales, qui attendait du gouvernement qu'il se concentre sur le redémarrage de l'économie dans le contexte de la crise provoquée par la pandémie de Covid-19.